# Shawano
Shawano is een plaats (city) in de Amerikaanse staat Wisconsin, en valt bestuurlijk gezien onder Shawano County.

## Demografie
Bij de volkstelling in 2000 werd het aantal inwoners vastgesteld op 8298. In 2006 is het aantal inwoners door het United States Census Bureau geschat op 8730, een stijging van 432 (5,2%).

## Geografie
Volgens het United States Census Bureau beslaat de plaats een oppervlakte van 15,7 km², waarvan 15,5 km² land en 0,2 km² water. Shawano ligt op ongeveer 249 m boven zeeniveau.

## Plaatsen in de nabije omgeving
De onderstaande figuur toont nabijgelegen plaatsen in een straal van 16 km rond Shawano.